# Mouvement de libération du 17 mai
Le mouvement de libération du 17 mai (ML17 ou M17) est un parti politique kino-congolais. 
Son président national est Célestin Lwangi.